# 2b
2B, slovenska glasbena skupina, ustanovljena leta 2009 v Vinici.

## Zgodovina
Skupino sta ustanovila brata Jernej in Gašper Mihelič, kasneje se jima je pridružil še tretji brat Primož.
Plošča B2 (2015), pod katero se je kot izvršni producent in založnik podpisal Gal Gjurin, ki je k albumu dodal vrsto akustičnih inštrumentov ter poskrbel za miks in končno zvočno podobo (Studio HAD, Ljubljana), je nakazovala premik v bolj živo in akustično smer glasbenega razmišljanja. V želji oblikovati nov avtohton in svež belokranjski zvok je Gjurin skladbe v studiu obogatil tudi s tamburicami. Kmalu zatem so 2B postali del Gjurinove dvoletne koncertne turneje s simfoničnim orkestrom Cantabile, na kateri so se lahko predstavili širšemu občinstvu, obenem pa so nastopili tudi v dokumentarnem filmu o Gjurinovi simfonični turneji.
Po odhodu Jerneja leta 2019 sta se Gašper in Primož usmerila v elektropop in postala varovanca založbe Nika Records. Prva skladba, ki sta jo izdala kot dvojec, so bili »Najini koraki«. Od leta 2021 ustvarjata pod svojo založbo 2Bband Records. Njuna glasba je mešanica elektropopa, indie elektronike in deep housa.
Leta 2019 sta nastopila na Melodijah morja in sonca (Kot morje), na katerih sta prejela nagrado Danila Kocjančiča, ter Popevki (Ko bi jaz).

## Člani
- Gašper Mihelič (ritem kitara in glavni vokal)[1]
- Primož Mihelič (sample pad, bobni, tolkala in vokal)[1]

Nekdanji člani
- Jernej Mihelič

## Diskografija

### Albumi
- Frnikule (2009) (COBISS)
- B2 (2015)
- Koromandija (2017) (COBISS)
- 19-20-21 (2022)
- Eksplozija emocij (2023)

| Seznami skladb | Seznami skladb | Seznami skladb | Seznami skladb | Seznami skladb |
| Frnikule | B2 (Diskografska hiša HAD; Gal Gjurin) | Koromandija (Nika Records) | 19-20-21 |                |
| --- | --- | --- | --- | -------------- |
| 1. Kje naj si čas vzamem 2. Spreminjam se 3. Zdaj mi je jasno 4. Frnikule 5. Spet živim 6. Svoboden 7. Osamljeno srce 8. Življenje je igra 9. Tvoj korak 10. Življenje je igra (akustično) | 1. Iz zime v pomlad (intro) 2. Jutro 3. Seme in plevel 4. Kraljica glavnih vlog 5. Tvoja sreča 6. Zgled 7. Gledam naprej 8. Figure v škatlah 9. Na črnem ozadju 10. Zabluran svet | 1. Viniško nebo 2. Daj srce 3. Antidot 4. Nasvet 5. Drama 6. Nazaj 7. V strugi 8. Midva sva 9. Don Kihot 10. Mraz 11. Bonaca 12. Sonce 13. Privid | 1. Kot morje 2. Ko bi jaz 3. Čez telo 4. Kje so rože 5. Pastirče mlado 6. Nevihte 7. Vzemi me 8. Ko bi jaz (v tebi čas) 9. Najini koraki (up tempo) 10. Nevihte (remix) |                |

### Singli
- Najini koraki (2019)
- Kot morje (2019)
- Ko bi jaz (2019)
- Čez telo (2020)
- Kje so rože (2020)
- Pastirče mlado 2020 (2020)
- Nevihte (2021)
- Pomiri me (2021)
- V.I.L (2021)
- Vzemi me (2021)
- Ne čakaj na pomlad (2022)
- Do 5. dimenzije (2023)

## Nagrade
| Nagrada      | Leto | Kategorija     | Nominirano delo/izvajalec | Rezultat   |
| ------------ | ---- | -------------- | ------------------------- | ---------- |
| Zlata piščal | 2018 | Novinec leta   | 2B                        | Nominirani |
| Zlata piščal | 2020 | Izvajalec leta | 2B                        | Nominirana |
| Zlata piščal | 2020 | Skladba leta   | »Najini koraki«           | Nominirana |
| Zlata piščal | 2021 | Skladba leta   | »Kje so rože«             | Nominirana |

- nagrada Danila Kocjančiča na 39. Melodijah morja in sonca